# Hugo Johnstone-Burt
Hugo Johnstone-Burt (Edinburgh,  1987) is een Australische acteur. Hij is bekend van zijn rollen in San Andreas en in Miss Fisher's Murder Mysteries.

## Biografie
Johnstone-Burt is geboren op  1987 in Edinburgh.
Op tweejarige leeftijd verhuisde hij met zijn gezin naar Sydney..
Op 18-jarige leeftijd solliciteerde Johnstone-Burt bij het National Institute of Dramatic Art (NIDA) en werd te jong bevonden.
Na enige tijd te hebben gereisd, solliciteerde hij opnieuw, dit keer met succes.
In 2009 speelde hij Jack in de komedie Het belang van Ernst of Het belang om Ernst te zijn van Oscar Wilde. Sinds 2009 is hij als acteur te zien in film- en televisieproducties.

## Filmografie

### Film
| Jaar      | Titel                          | Rol            | Opmerkingen               |
| --------- | ------------------------------ | -------------- | ------------------------- |
| 2009      | Nicky Two-Tone                 | Nicky          |                           |
| 2010      | Feeling Lucky                  | Ted            |                           |
| 2010      | Before the Rain                | Nicky TwoTone  | film van Craig Boreham    |
| 2010      | Underbelly: The Golden Mile    | Adam Andrews   | televisieserie            |
| 2010      | Search                         | Dave           | Short film                |
| 2010      | Rake                           | Travis Tanner  | Episode: "R vs Tanner"    |
| 2011      | Sea Patrol                     | Corey McGinley | Episode: "Eye for an Eye" |
| 2011      | Cloudstreet                    | Fish Lamb      | televisieserie            |
| 2012      | Careless Love                  | Seb            |                           |
| 2012–2015 | Miss Fisher's Murder Mysteries | Hugh Collins   |                           |
| 2012      | Tricky Business                | Alex Rudan     | televisieserie            |
| 2012–2013 | Home and Away                  | Jamie Sharpe   |                           |
| 2013      | Goddess                        | Ralph          | romantische comedyfilm    |
| 2013      | Dance Academy                  | Nick           | Episode: "Second Chances" |
| 2015      | San Andreas                    | Ben Taylor     |                           |
| 2016–2017 | The Wrong Girl                 | Vincent        | televisieserie            |

- Library of Congress Control Number: no2014096126
- Virtual International Authority File: 309851778
- WorldCat: E39PBJgt3kPM9RGbYjVhfJVgrq